# Баллина (станция)
Баллина — конечная станция на железнодорожной ветке от Мануллы, открытая 19 мая 1873 года и обеспечивающая транспортной связью одноимённый город в графстве Мейо, Республика Ирландия. На станции есть одна платформа, обгонный путь и грузовой двор.

## Достопримечательности
Вблизи города Баллина расположен дворец Беллик, построенный в первой половине XIX века, в котором теперь размещается отель. Рядом с станцией есть четыре мегалитических дольмена, датируемые двухтысячными годами до н.э, а рядом с городом — дольмен четвёртого тысячелетия до н. э. Из прочих достопримечательностей — монастырь Мойн XV века, кафедральный собор, музей Джеки Кларк в доме бывшего банка. Ежегодно в начале июля проводится рыболовный Фестиваль Лосося, который длится 10 дней.